# Cenochlora felix
Cenochlora felix är en fjärilsart som beskrevs av W. Warren 1898. Cenochlora felix ingår i släktet Cenochlora och familjen mätare. Inga underarter finns listade i Catalogue of Life.